# Багно (заказник)
Багно — ландшафтний заказник місцевого значення. Об'єкт розташований на території Малинського району Житомирської області, ДП «Малинський лісгосп АПК», Ворсівське лісництво, кв. 8, вид. 53—66.
Площа — 47,4 га, статус отриманий у 2012 році.